# Tyan
Tyan Computer Corporation (также известна как Tyan Business Unit, TBU, кит. трад. 泰安電腦科技股份有限公司, палл. Тайань дяньнао кэцзи гуфэнь юсянь гунсы) — тайваньская компания, производящая материнские платы для компьютеров на основе процессоров Intel и AMD, которые используются в высокопроизводительных серверах, SMP системах и в настольных компьютерах. Является подразделением компании MiTAC.
Компания основана в 1989 году Саймоном Чаном, бывшим сотрудником IBM и Intel. Североамериканская штаб-квартира компании находится во Фримонте, штат Калифорния, США.